# Jeff Shaara

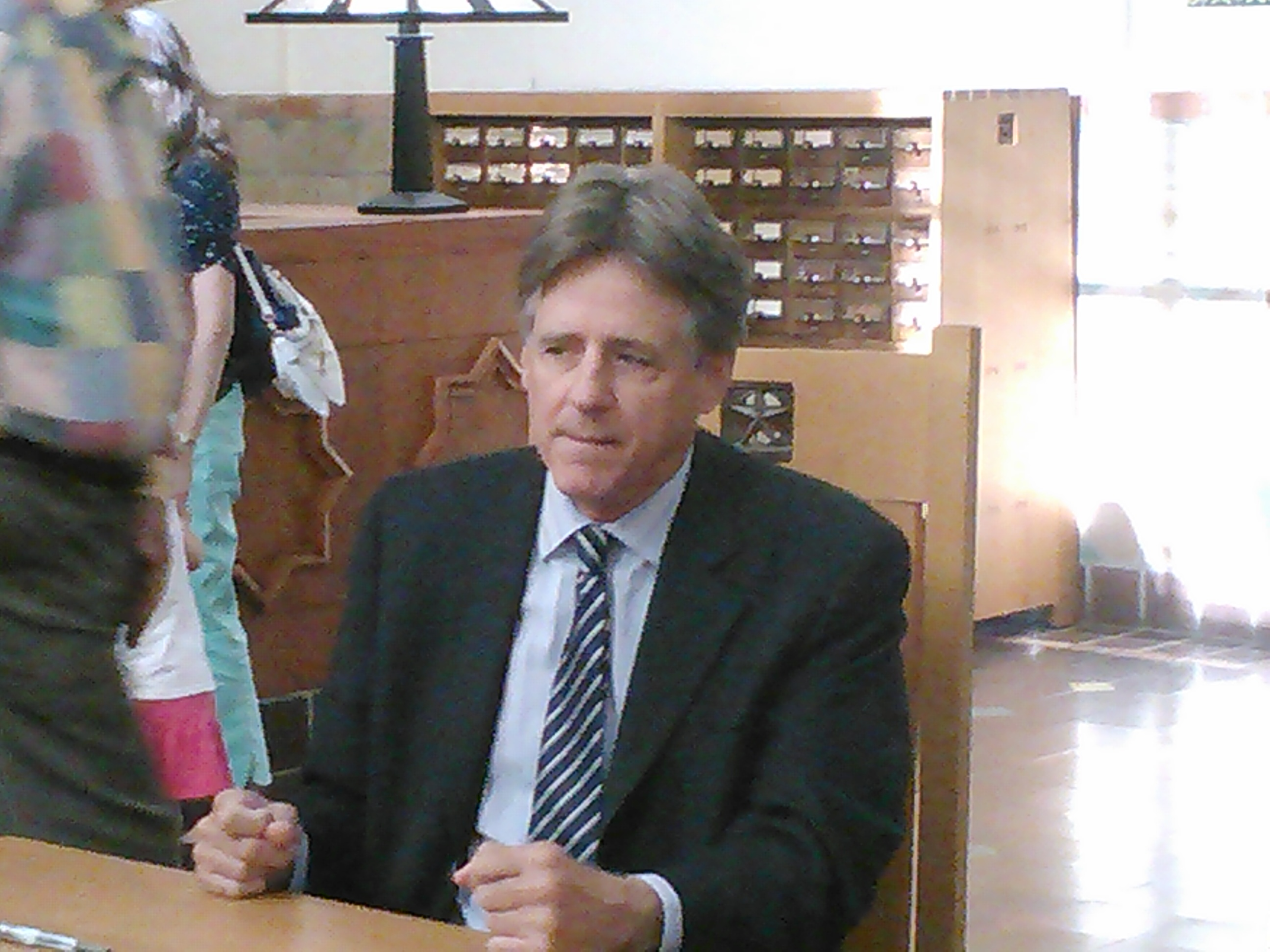
Jeff Shaara (2014)

Jeffrey Michael „Jeff“ Shaara (* 21. Februar 1952 in New Brunswick, New Jersey) ist ein US-amerikanischer Militärschriftsteller.

## Leben
Jeff Shaara hat italienische Wurzeln und wurde 1952 als Sohn des Pulitzer-Preisträgers Michael Shaara (1929–1988) in New Jersey geboren. Er wuchs in Tallahassee, Florida auf und studierte Kriminologie an der Florida State University ebendort. Nach dem Abschluss (B.S. 1973) zog er nach Tampa und war dort zunächst im Münz- und Edelmetallhandel tätig, bis er das Geschäft mit dem Tod des Vaters verkaufte.
Shaara ist seit den 1990er Jahren Autor zahlreicher historischer Romane, die zum Teil mit Preisen bedacht wurden und auf der The New York Times Best Seller list vertreten waren. Das Historiendrama Gods and Generals (1996) wurde unter der Regie von Ronald F. Maxwell durch Warner Bros. verfilmt. Außerdem leitete er mehrere schriftstellerische Kurse im Rahmen des „Operation Homecoming“-Programms des National Endowment for the Arts. Von 2007 bis 2014 war er im Board of Governors des Civil War Trust.
Er ist verheiratet und lebt heute in Gettysburg, Pennsylvania.

## Auszeichnungen
- 1997: W.Y. Boyd Literary Award for Excellence in Military Fiction für Gods and Generals
- 2001: Bell I. Wiley Award, Civil War Round Table of New York
- 2005: W.Y. Boyd Literary Award for Excellence in Military Fiction für To The Last Man
- 2007: Richard Nelson Current Award, Lincoln Forum
- 2011: College of Criminology Hall of Fame, Florida State University
- 2011: Distinguished Writer’s Award, Florida State University
- 2018: W.Y. Boyd Literary Award for Excellence in Military Fiction für The Frozen Hours: A Novel of the Korean War
- 2022: W.Y. Boyd Literary Award for Excellence in Military Fiction für The Eagle’s Claw

## Romane (Auswahl)
- Gods and Generals (1996) – Sezessionskrieg ISBN 978-0-345-40957-7
- The Last Full Measure (1998) – Sezessionskrieg ISBN 978-0-345-40491-6
- Gone for Soldiers (2000) – Mexikanisch-Amerikanischer Krieg ISBN 978-0-345-42750-2
- Rise to Rebellion (2001) – Amerikanischer Unabhängigkeitskrieg, Vorgeschichte ISBN 978-0-345-42753-3
- The Glorious Cause (2002) – Amerikanischer Unabhängigkeitskrieg ISBN 978-0-345-42756-4
- To the Last Man (2004) – Erster Weltkrieg ISBN 978-0-345-46134-6
- The Rising Tide (2006) – Zweiter Weltkrieg, Trilogie Teil 1 ISBN 978-0-345-46141-4
- The Steel Wave (2008) – Zweiter Weltkrieg, Trilogie Teil 2 ISBN 978-0-345-46142-1
- No Less Than Victory (2009) – Zweiter Weltkrieg, Trilogie Teil 3 ISBN 978-0-345-49792-5
- The Final Storm (2011) – Zweiter Weltkrieg, Pazifik ISBN 978-0-345-49794-9
- A Blaze of Glory  (2012) – Sezessionskrieg, Westlicher Kriegsschauplatz, Tetralogie Teil 1 ISBN 978-0-345-52735-6
- A Chain of Thunder  (2013) – Sezessionskrieg, Westlicher Kriegsschauplatz, Tetralogie Teil 2 ISBN 978-0-345-52738-7
- The Smoke at Dawn (2014) – Sezessionskrieg, Westlicher Kriegsschauplatz, Tetralogie Teil 3 ISBN 978-0-345-52741-7
- The Fateful Lightning (2015) – Sezessionskrieg, Westlicher Kriegsschauplatz, Tetralogie Teil 4 ISBN 978-0-345-54919-8
- The Frozen Hours (2017) – Koreakrieg ISBN 978-0-345-54922-8